# 경주 기림사 건칠보살반가상
경주 기림사 건칠보살반가상(慶州 祇林寺 乾漆菩薩半跏像)은 대한민국 경상북도 경주시 기림사에 있는, 조선시대의 보살상이다. 1965년 4월 1일 대한민국의 보물 제415호로 지정되었다.

## 개요
경주 기림사 건칠보살반가상(慶州 祇林寺 乾漆菩薩半跏像)는 경상북도 월성군 양북면의 기림사에 모셔진 조선시대 건칠보살좌상이다. 건칠불이란 나무로 골격을 만든 뒤 삼베를 감고 그 위에 진흙을 바른 다음 속을 빼낸 불상을 말하는데, 우리나라에는 남아 있는 예가 매우 적어 이 불상의 가치가 더욱 크다.
타래머리 위에 보관(寶冠)을 따로 만들어 올렸으며 관 표면에는 덩쿨무늬가 화려하게 새겨져 있다. 얼굴은 둥글고 풍만하며 눈·코·입 등이 단아하게 묘사되어 보살상의 특징있는 얼굴을 만들어 내고 있다. 양 어깨에는 천의(天衣)를 걸치고 있으며, 목에는 3가닥의 장식이 달린 목걸이를 하고 있다. 가슴 부분에 있는 독특한 띠매듭은 조선시대에 나무로 만든 불상의 특징을 잘 보여주고 있다. 왼손은 대좌(臺座)를 짚고 다리는 대좌 아래에 내린 반가좌(半跏坐)의 자세를 취하고 있는데, 이런 자세로 보아 관음보살을 형상화한 것으로 짐작된다. 전반적으로 얼굴 모습이나 체구는 당당한 편이나 손과 발이 작게 만들어져 비례감이 떨어진다.
보살상의 대좌에 홍치(弘治) 14년(연산군 7년, 1501)에 만들었다는 기록이 남아 있으며, 유례가 드문 건칠불이라는 점에서 매우 귀중한 작품이라고 할 수 있다.

## 같이 보기
- 기림사

## 참고 자료
- 경주 기림사 건칠보살반가상 - 국가유산청 국가유산포털